# Karl Friedrich Kopp
Karl Friedrich Kopp (* 4. Januar 1764 in Kassel; † 7. September 1837 ebenda) war ein deutscher Politiker und Minister im Kurfürstentum Hessen.

## Leben
Kopp studierte in Marburg und Göttingen Rechtswissenschaft. Er war zunächst im Kriegskollegium, dann bei der Gesandtschaft in Paris und schließlich im Steuerkollegium tätig. Er wurde im April 1830 durch Kurfürst Wilhelm II. zum Finanz- und im Januar 1831 zum Außenminister des Kurfürstentums Hessen berufen. Im Mai 1832 wurde er vom Kurprinzen und Mitregenten Friedrich Wilhelm zunächst in den Wartestand und 1834 in den Ruhestand versetzt.